# 潘洪亮
潘洪亮（1944年2月—2023年5月9日），江苏铜山人，中国人民解放军正军职退休干部、原信息工程大学政委。

## 生平
潘洪亮1962年6月入伍，1964年5月加入中国共产党。历任战士、班长、干事、副处长、处长、师政治部主任，南京炮兵学院政委，电子技术学院政委等职。
2023年5月9日，潘洪亮因病于上海逝世，享年79岁。讣告刊登在6月16日的《解放军报》。